# Негральний персонаж
Негра́льний персона́ж або некеро́ваний гравце́м персона́ж (НГП, англ. non-playable character, NPC, букв. укр. персонаж, яким не можна грати) — персонаж в комп'ютерних і настільних рольових іграх, керований програмою або майстром, в останньому разі іноді може називатися ма́йстровим персонажем. 
У комп'ютерних та настільних рольових іграх терміном НГП позначають персонажів, які спілкуються з гравцем, незалежно від їхнього ставлення до гравця. НГП можуть бути дружніми, нейтральними та ворожими. Негральні персонажі слугують важливим засобом створення ігрової атмосфери: вони мотивують гравців робити ті чи інші дії, є основним джерелом інформації про ігровий світ та сюжет гри. Основне завдання НГП полягає в тому, щоб видавати гравцю завдання та імітувати наявність життя на ігровій карті, якщо мова йде про комп'ютерну гру. У настільній грі взаємодія з негральними персонажами зводиться до отримання тих чи інших можливостей, як-от в грі Призначення (Destinies) Міхала Голебовскі.

## Назва
Усталеного українського терміна немає. Найчастіше використовуються варіанти «негральний персонаж» для настільних ігор і «некерований гравцем персонаж» для відеоігор, в обох випадках абревіатура — НГП.
Також вживається калька з російської «неігрови́й персона́ж» (НІП), яка походить з непрофесійних перекладів комп'ютерних ігор, але вона не є коректною, оскільки ці персонажі цілком ігрові (знаходяться в грі), просто гравець не може ними керувати.

## Настільні рольові ігри
У традиційних настільних рольових іграх, таких як Dungeons & Dragons, НГП — це персонаж, якого зображує ґейммейстер (ГМ). У той час як персонажі-гравці є головними або другорядними героями оповіді, які супроводжують головного героя чи оповідача, негральні персонажі можуть розглядатися як «актори другого плану» або «масовка» рольової оповіді. Неігральні персонажі населяють вигаданий світ гри і можуть виконувати будь-яку роль, не зайняту персонажем-гравцем. Негральні персонажі можуть бути союзниками, сторонніми спостерігачами або конкурентами персонажів-гравців. НГП також можуть бути торговцями, які обмінюють валюту на обладнання або спорядження. Таким чином, НГП відрізняються за рівнем деталізації. Деякі з них можуть мати лише короткий опис («Ви бачите чоловіка в кутку таверни»), тоді як інші можуть мати повну ігрову статистику та передісторію та свої риси характеру, які можуть впливати на взаємодію з гравцем (як от відмова від надання послуг через те, що гравець має відношення до тієї чи іншої ігрової фракції). 
Існують суперечки щодо того, скільки роботи ґеймдизайнер повинен вкласти в статистику важливого НГП; деякі гравці вважають за краще, щоб кожен НГП був повністю визначений зі статистикою, навичками та спорядженням, в той час як інші визначають лише те, що необхідно негайно, а решту заповнюють по ходу гри. Існує також певна дискусія щодо важливості повністю визначених НГП у будь-якій рольовій грі, але загальним консенсусом є те, що чим більш «реальними» відчуваються НГП, тим більше задоволення гравці отримають, взаємодіючи з ними в ролі персонажа.  

## Комп'ютерні ігри
В комп'ютерних іграх некеровані гравцем персонажі можуть подекуди бути центром сюжету гри і виступати в ролі головного героя в той час, коли гравець є помічником такого головного героя й допомагає йому досягти цілі або відіграє ключову роль, яка потім переходить до іншого протагоніста.  
| Назва гри                      | Роль головного героя                                           | Справжній протагоніст |
| ------------------------------ | -------------------------------------------------------------- | --------------------- |
| The Elder Scrolls VI: Oblivion | Допомогти Мартіну закрити ворота Облівіону та відновити бар'єр | Мартін Септім         |

У деяких відеоіграх термін може вживатися ширше і стосуватися також допоміжних персонажів, якими де-факто теж можна грати. У Dota 2 цим терміном позначаються всі персонажі, крім героїв гравців, зокрема й підконтрольні гравцю прикликані істоти та кур’єри, якими гравець може безпосередньо управляти. Однак у більшості відеоігор гравець не має змоги прямо керувати НГП, лише взаємодіяти з ним через діалоги, торгівлю тощо.